# Пружинин, Борис Исаевич
Бори́с Иса́евич Пружи́нин (род. 1 декабря 1944, Москва) — советский и российский философ

. Доктор философских наук (1992). Главный редактор журнала «Вопросы философии». Профессор кафедры онтологии, логики и теории познания факультета философии НИУ ВШЭ.

## Биография
В 1968 году окончил философский факультет Московского государственного университета имени М. В. Ломоносова.
В 1971 году окончил аспирантуру философского факультета МГУ.
В 1972 году защитил кандидатскую диссертацию «Проблема целостности теории».
В 1972—1989 годах работал младшим и старшим научным сотрудником в Секторе теории познания Института философии Академии наук СССР.
С 1989 года работает в журнале «Вопросы философии» (редактор отдела, член редакционной коллегии, ответственный секретарь, заместитель главного редактора, главный редактор).
Докторская диссертация — «Рациональность и историческое единство научного знания» (1992).
Профессиональные интересы — эпистемология, философия науки, анализ феномена псевдонауки. В своих трудах исследует аналитическое представление о рациональности, ориентированное на реконструкцию и познание конкретных проблемных ситуаций, существующих в методологическом сознании науки, в том числе — некоторых особенностей развития российского психоанализа.
Автор книг «Рациональность и историческое единство научного знания» (1986), «Воображение и рациональность» (1989, в соавт. с Л.С.Коршуновой), «Ratio serviens? Контуры культурно-исторической эпистемологии» (2009) и более ста научных публикаций. Руководитель гранта РГНФ — «Концептуальный аппарат современной философии науки» (2004—2006).

## Научные труды

### Монографии
- Пружинин Б. И. Рациональность и историческое единство научного знания: гносеологический аспект.— М.: Наука, 1986.
- Пружинин Б. И., Коршунова Л. С. Воображение и рациональность: опыт методологического анализа познавательной функции воображения.— М.: Изд-во МГУ, 1989.
- Пружинин Б. И. Ratio serviens? Контуры культурно-исторической эпистемологии.— М.: РОССПЭН, 2009.— 423 с.— ISBN 978-5-8243-1225-6
- Пружинин Б. И., Лекторский В. А. Философия в современной культуре (к 60-летию журнала «Вопросы философии»).— М.: Изд-во РАГС, 2009.
- Зинченко В. П., Пружинин Б. И., Щедрина Т. Г. Истоки культурно-исторической психологии: философско-гуманитарный контекст. Коллективная монография.— М.: РОССПЭН, 2010.

### Статьи
- Пружинин Б. И. Об ограниченности эмпиристского подхода к проблеме целостности знания // Философские науки. — 1977. — № 4;
- Пружинин Б. И. Проблема рациональности в англо-американской «философии науки» // Вопросы философии. — 1978. — № 5;
- Пружинин Б. И. Преемственность и диалектика исторической деятельности // Проблемы материалистической диалектики как теории познания. — М., 1979;
- Пружинин Б. И. Историзация методологической рефлексии науки и гносеологии // Гносеология в системе философского мировоззрения. — М., 1983;
- Пружинин Б. И. Антиномии философии человека и их место в анализе современного научного познания // Человек и культура. — М., 1984;
- Пружинин Б. И. Антисциентизм и проблемы методологии // Критический анализ методов исследования в современной буржуазной философии. — М., 1986;
- Пружинин Б. И. Разум и традиции (механизмы преемственности в развитии научного знания) // Познавательная традиция: философско-методологический анализ. — М., 1989;
- Пружинин Б. И. «Звезды не лгут», или Астрология глазами методолога // Заблуждающийся разум? Многообразие вненаучного знания (Отв. ред. И.Т. Касавин). — М., 1990;
- Пружинин Б. И. К вопросу о структуре астрологического знания // Знание за пределами науки (Отв. ред. И.Т. Касавин). — М., 1990;
- Пружинин Б. И. Из истории отечественного психоанализа (историко-методологический очерк). [В соавт.] // Вопросы философии. — 1991. — № 7;
- Пружинин Б. И. Астрология: наука, псевдонаука, идеология? // Вопросы философии. — 1994. — № 2;
- Пружинин Б. И. О пользе фундаментальности, или быть ли в России большой науке // Вопросы философии. 1996. № 12;
- Пружинин Б. И. Психоанализ в России — между прошлым и будущим. [В соавт.] // Вопросы философии. — 2000. — № 10.
- Пружинин Б. И. Ratio serviens // «Вопросы философии». — № 12. — 2004
- Пружинин Б. И. Псевдонаука сегодня // «Вестник Российской академии наук».— Том 75.— № 2.— Февраль, 2005.
- Пружинин Б. И. Человек. Наука. Цивилизация. К семидесятилетию академика В. С. Стёпина (Отв. ред. И. Т. Касавин).— М.: Канон+, 2004.— 816 с. // «Вопросы философии». — № 7.  — 2005.
- Пружинин Б. И. «Синергетика: перспективы, проблемы, трудности» (материалы круглого стола). // Вопросы философии, 2006.— № 9.— C. 30—33.
- Пружинин Б. И. Полемические заметки по поводу статьи Ф. Р. Филатова «Классический психоанализ сегодня: превратности метода и «ловушки метаязыка»». // Психоаналитический вестник. — 2006. — № 16. — C. 217—233.
- Пружинин, Б. И. Перспективы географии: фундаментальная теория или прикладная модель? // Седьмые сократические чтения. Август Лёш как философ экономического пространства. К столетию со дня рождения. (Сб. докладов / Под ред. В. А. Шупера).— М.: Эслан, 2006.— C. 17—40.
- Пружинин Б. И. П. А. Флоренский и проблема социокультурной обусловленности знания Серебряного века. Историко-философский диптих. // На пути к синтетическому единству европейской культуры. Философско-богословское наследие П. А. Флоренского и современность / Серия «Религиозные мыслители».— М.: Библейско-богословский институт святого апостола Андрея, 2006.— C. 147—155
- Пружинин Б. И. Парадигма парадигмы, или о парадигме современной методологии. // Современные проблемы педагогики: парадигма науки и тенденции развития образования. В 2 частях. Ч. 1. — Краснодар, 2006. — C. 12—14.
- Пружинин Б. И. Между контекстом открытия и контекстом обоснования: методология науки Густава Шпета. // Густав Шпет и современная философия гуманитарного знания / Ред. В. А. Лекторский, Л. А. Микешина, Б. И. Пружинин, Т. Г. Щедрина.— М.: Языки славянских культур, 2006.— C. 135—145.
- Пружинин Б. И. Фундаментальное и прикладное в педагогической науке (эпистемологический аспект). // Труды научного семинара «Философия – образование – общество».— М.: НТА «АПФН», 2007.— C. 141—151.
- Пружинин Б. И. О настоящем и будущем: (размышления о философии). Беседа Б. И. Пружинина с В. А. Лекторским. // Вопросы философии. — 2007. — № 1. — C. 3—15.
- Пружинин Б. И. Какие ожидания связывает эпистемология с «социальной эпистемологией»? // Эпистемология и философия науки.— 2007.— № 4.— Т. XIV.— C. 49—52.
- Пружинин Б. И. Гуманитарная наука как предмет философско-методологического анализа (материалы «круглого стола») // Вопросы философии. — 2007. — № 6. — C. 77—80
- Пружинин Б. И., Щедрина Т. Г. В поисках эпистемологии общения: Николай Бердяев – Густав Шпет – Лев Шестов. // Н. А. Бердяев и единство европейского духа / Под ред. {{|В. Н. Поруса}}.— М.: ББИ св. апостола Андрея, 2007. — C. 69—76
- Пружинин Б. И., Щедрина Т. Г.  Язык науки как философско-методологическая проблема (историко-методологический очерк). // Язык педагогики в контексте современного научного знания.— Волгоград – Краснодар – Москва: Издательство КубГУ, 2008.— C. 5—13
- Пружинин Б. И. Фундаментальное и прикладное в педагогической науке (эпистемологический аспект). // Труды научного семинара «Философия-образование-общество». Т.4. — М.: НТА «АПФН», 2008.
- Пружинин Б. И. Фундаментальная наука в XXI веке. Надеюсь, что будет жить. // Вопросы философии, 2008.— № 5.— C. 66—71.
- Пружинин Б. И. Социальная роль философии в динамичном обществе (методологический аспект). // Труды научного семинара «Философия – образование – общество». Т. V. — М.: НТА «АПФН», 2008. — C. 108—113.
- Пружинин Б. И., Щедрина Т. Г. О методологии педагогики (философские заметки). // Актуальные проблемы методологии педагогического исследования в постнеклассический период развития науки. Краснодар-Москва, 2008. — C. 22—32.
- Пружинин Б. И. Конструктивизм в эпистемологии и науках о человеке (материалы “круглого стола”). // Вопросы философии. — 2008. — № 3. — C. 20—24.
- Пружинин Б. И. Два этоса современной науки: проблемы взаимодействия. / Этос науки /РАН Ин-т философии; Ин-т истории естествознания и техники. Отв. ред. Л.П. Киященко, Е.З. Мирская. — М., 2008. — C. 108—121.
- Касавин И. Т., Пружинин Б. И. Философия науки // Энциклопедия эпистемологии и философии науки. — М., 2009. — C. 1053—1057.
- Пружинин Б. И. Фундаментальное и прикладное в науке // Энциклопедия эпистемологии и философии науки. — М., 2009. — C. 1053—1057.
- Пружинин Б. И. Семён Франк и Густав Шпет: две стратегии постижения культуры. // Идейное наследие С. Л. Франка в контексте современной культуры / Под ред. В. Н. Поруса.— М.: ББИ св. апостола Андрея, 2009. — C. 152—169.
- Пружинин Б. И. Рациональность как проблема: Владимир Швырев между классикой и неклассикой. // На пути к неклассической эпистемологии (памяти В.С.Швырева). — М.: ИФ РАН, 2009. — C. 227—236.
- Пружинин Б. И. Неклассическая эпистемология: взгляд из классики. // Постнеклассика: философия, наука, культура. Коллективная монография. ИФ РАН / Отв. ред. Л. П. Киященко, В. С. Стёпин. — СПб.: Издательский дом «Мир», 2009.— C. 230—246.
- Пружинин Б. И. Конструктивизм как умонастроение и как методология
- Пружинин Б. И., Щедрина Т. Г. Конструктивизм как умонастроение и как методология. // Конструктивистский подход в эпистемологии и науках о человеке. — М., 2009. — C. 354—365.
- Пружинин Б. И. Информационное общество: информация без знания? // Труды научного семинара «Философия – образование – общество». / Под ред. В. А. Лекторского.— М.: НТА «АПФН», 2009.— C. 108—115
- Пружинин Б. И., Щедрина Т. Г. Герменевтика как методология гуманитарных наук (контуры проблемы). // Современные тенденции развития педагогики как гуманитарной научной дисциплины.— Краснодар: КубГУ, 2009. — C. 27—38.
- Пружинин Б. И. Владислав Лекторский: неклассический мир классической эпистемологии. // Российская философия продолжается: из XX века в XXI / Под ред. Б.И. Пружинина. — М.: РОССПЭН, 2009. — C. 323—344.
- Пружинин Б. И. Семиотическая перспектива методологии гуманитарных наук Густава Шпета. // Густав Шпет и его философское наследие. У истоков семиотики и структурализма. Коллективная монография. / Научный редактор Т.Г. Щедрина. — М.: РОССПЭН, 2010. — C. 57—65.
- Пружинин Б. И. Рецензия на книгу: Автономова Н. С. Открытая структура: Якобсон – Бахтин – Лотман – Гаспаров. М.: РОССПЭН, 2009. // Вопросы философии. — 2010. — № 5. — C. 178—184.
- Зинченко В. П., Пружинин Б. И., Щедрина Т. Г. Искусство как феномен культурно-исторического познания (из истории гуманитарной науки в России) // Пространство культуры. Дом Бурганова, 2010. — № 1. — C. 9—33
- Пружинин Б. И. Информационный подход в междисциплинарной перспективе (круглый стол). // Вопросы философии. — 2010. —№ 2. — C. 108—111
- Пружинин Б. И. Выступление на круглом столе «Густав Шпет и философия гуманитарного знания. Встреча вторая». // Вопросы философии. — 2010. — № 7. — C. 18—23
- Пружинин Б. И. Фундаментальная наука и кризис образования. // Преподавание философских дисциплин в вузе: опыт Дальнего Востока. Сб. ст. научно-практических конференций. Владивосток, 26 июня 2009 г.; Владивосток, 25–26 ноября 2010 г.— Уссурийск: Изд-во ДВФУ, 2011. — C. 7—11
- Пружинин Б. И. Философско-методологическое самосознание современной науки и педагогическое исследование. // Методологические подходы в современной науке и проблемы их применения в педагогических исследованиях. Сборник трудов Всероссийского семинара по методологии педагогики.— Краснодар, 2011. — C. 7—21
- Пружинин Б. И. Философия России второй половины XX века (участие в «круглом столе»). // Вопросы философии. — 2011. № 4. — C. 8—12.
- Пружинин Б. И., Щедрина Т. Г. Учебная программа дисциплины «История и философия науки». // Преподавание философских дисциплин в вузе: опыт Дальнего Востока. Сб. ст. научно-практических конференций. Владивосток, 26 июня 2009 г.; Владивосток, 25–26 ноября 2010 г. — Уссурийск: Изд-во ДВФУ, 2011. — C. 121—130.
- Пружинин Б. И. «Стиль научного мышления» в отечественной философии науки. // Вопросы философии. — 2011. —№ 6. — C. 64—74.
- Пружинин Б. И., Щедрина Т. Г. Скептицизм Юма и современные проблемы культурно-исторической эпистемологии. // Дэвид Юм и современная философия: материалы конференции / Отв. ред. И. Т. Касавин.— Т.2.— М.: Альфа-М, 2011.
- Пружинин Б. И. Культурно-историческая природа познания и стиль научного мышления. Стиль мышления: проблема исторического единства научного знания. К 80-летию Владимира Петровича Зинченко. Коллективная монография / Под ред. Т.Г. Щедриной.— М.: РОССПЭН, 2011. — C. 28—42.
- Пружинин Б. И. Знание о прошлом в современной культуре (участие в «круглом столе») // Вопросы философии. — 2011. — № 8. — C. 22—25
- Пружинин Б. И. Единство мира и многообразие культур (участие в международном «круглом столе») // Вопросы философии. — 2011. — № 9. — C. 30—33
- Пружинин Б. И. Беседа Б. И. Пружинина с В. Ж. Келле (11 мая 2010 г.) // Вопросы философии. — 2011. — № 1. — C. 60—66
- Пружинин Б. И. Наука и эпистемология в «цивилизации знания» // Эпистемология: перспективы развития / Отв. ред. В.А. Лекторский. —М.: Канон +, 2012. — C. 189—198

на других языках
- Pruzhinin B. I.Der Empirismus und das Problem der Ganzheit des Wissens // Sowjetwissenschaftliche gesellschaftswissenschaftliche Beiträge. — 1978. — № 6;
- Pruzhinin B. I. То analysis of methodological foundations of the theory of linguistic meaning // Abstracts of 7th Int. Cong. of Logic, Methodology and Phil. of Science. — Salzburg, 1983;
- Pruzhinin B. I. Perspective sémiotique de la méthodologie des sciences humaines chez Gustave Chpet. // Slavica occitania. — Toulouse, 2008. — № 26. — C. 201—211.
- Pruzhinin B. I., Shchedrina T. G., Zinchenko V. P. "Another Consciousness" as the Horizon of Cultural-Historical Psychology // Journal of Russian and East European Psychology, 2011. — Т. 49. — № 4. — P. 31—46
- Pruzhinin B. I., Shchedrina T. G., Zinchenko V. P. Problems of the Individual`s Functional Organs // Journal of Russian and East European Psychology, 2011. — Т. 49. — № 4. — P. 47—65
- Pruzhinin B. I., Shchedrina T. G., Zinchenko V. P. On a Structural Concept and Levels of Analysis of Activity // Journal of Russian and East European Psychology, 2011. — Т. 49. — № 4. — P. 66—76
- Pruzhinin B. I., Shchedrina T. G., Zinchenko V. P. The "Living" Metaphors of Meaning // Journal of Russian and East European Psychology, 2011. — Т. 49. — № 4. — P. 77—96